# Schiavon
Schiavon (Stara Gorica??, italijansko [šav'on], je mesto s 2535 prebivalci v Italiji v deželi Benečija (Veneto). Schiavon leži 18 km SV od Vicenze, glavnega mesta pokrajine Vicenza.

## Osebnosti
- Adriano Passuello (*Longa di Schiavon, 3. november 1942), kolesar
- Pietro Parolin (*Schiavon, 17 januar 1955), nadškof, kardinal in vatikanski državni tajnik (15. oktober 2013)
- Antonio Palazzi (Vicenza *1652 - †1726 pisatelj, olimpijski akademik)